# Посольство Германии в России
Посольство Федеративной Республики Германии в Российской Федерации (нем. Deutsche Botschaft Moskau) — дипломатическое представительство (посольство) Германии, расположено в Москве на Мосфильмовской улице, 56. Посольство является крупнейшим в мире германским дипломатическим представительством. 
Резиденция посла с 1956 года и по настоящее время располагается на Поварской улице № 46, в бывшем особняке Я. М. Шлоссберга (1910—1911, архитектор А. Н. Зелигсон) (ранее германская дипломатическая миссия, с 23 апреля 1918, находилась на Пречистенке в Денежном переулке).
- Чрезвычайный и полномочный посол — Александр Ламбсдорфф, в должности с 11 августа 2023 года.

## Отделы посольства
- Политический департамент
- Аппарат Атташе по вопросам обороны при Посольстве Федеративной Республики Германия
- Департамент экономики и науки
- Консульско-правовой отдел
- Отдел культуры
- Отдел печати и связей с общественностью
- Рабочий штаб по работе с регионами

### Консульские округа
- Консульский отдел Германского Посольства в Москве (находится по адресу ул. Академика Пилюгина, 22)
- Консульский округ Генерального консульства Германии в Екатеринбурге[5]
- Консульский округ Генерального консульства Германии в Калининграде
- Консульский округ Генерального консульства Германии в Новосибирске
- Консульский округ Генерального консульства Германии в Санкт-Петербурге
- Почётный консул в Саратове
- Почётный консул в Омске

## Послы Германии в России
- Клаус Блех[нем.] (1989—1993),
- Отто фон дер Габленц[нем.] (1993—1995),
- Эрнст-Йорг фон Студниц[нем.] (1995—2002),
- Ганс-Фридрих фон Плётц[нем.] (2002—2005),
- Вальтер Юрген Шмид[нем.] (2005—2010),
- Ульрих Бранденбург (2010—2014),
- Рюдигер фон Фрич-Зеерхаузен (2014—2019),
- Геза Андреас фон Гайр (2019—2023)[6],
- Александр Ламбсдорфф (2023 — н. в.)